# Construcții Feroviare Galați
Construcții Feroviare Galați este o companie de construcții din România.
Cifra de afaceri în 2008: 4,6 milioane euro